# Square Henri-Galli
Square Henri-Galli je square v Paříži ve 4. obvodu. Je pojmenováno podle Henri Galliho (1854-1922), francouzského novináře a politika období Třetí republiky. Náměstí bylo založeno v roce 1925.

## Popis
Square má rozlohu 2 000 m2 a trojúhelníkovitý tvar. Ohraničují ho Boulevard Henri-IV, Quai Henri-IV a Quai des Célestins. Leží u Seiny naproti ostrovu sv. Ludvíka. V rohu, který tvoří Boulevard Henri-IV a Quai Henri-IV, se nacházejí pozůstatky jedné z osmi věží Bastily. Jedná se o základy věže, které byly nalezeny v roce 1899 během výstavby linky 1 pařížského metra v úrovni domu č. 1 na Rue Saint-Antoine. Pozůstatky byly rozebrány a znovu složeny na současném místě.